# Yassem (Dibombari)
Pour les articles homonymes, voir Yassem.
Yassem est un village de la Région du Littoral au Cameroun, situé dans la commune de Dibombari, sur la route qui relie Bwélélo à Yassem. On y accède aussi par le Wouri.

## Population et développement
En 1967, la population de Yassem était de 139 habitants, essentiellement des Bakoko. Elle était de 80 lors du recensement de 2005.